# Brother Theodore
Theodore Gottlieb, connu sous le nom de scène de Brother Theodore, (né le 11 novembre 1906 à Düsseldorf et mort le 5 avril 2001  à New York) est un acteur américain d'origine allemande, connu en particulier pour ses monologues d'humour noir.

## Filmographie
- 1947 : Fall Guy de Reginald Le Borg (non-crédité)
- 1989 : Les Banlieusards, de Joe Dante : l'oncle Reuben Klopek